# Старша могила
Старша могила — скіфська могила початку VI століття до н. е. в межах могильника в урочищі Стайчин Верх, близько села Оксютинців Роменського району Сумської області. Висота 21 метри.
Під насипом була зрубна дерев'яна домовина з похованням скіфського вождя; тут знайдено велику кількість предметів озброєння, частини від 16 кінських вудил, мистецьке оформлених у ранньоскіфському звіринному стилі, предмети культового призначення.